# Russell Maliphant
Russell Maliphant, né en 1961 à Ottawa au Canada, est un danseur et chorégraphe britannique de danse contemporaine.

## Biographie
Russell Maliphant possède une formation de danseur classique acquise au London Royal Ballet qu'il quitte en 1996, car il estime que celui-ci ne s'intéresse pas assez à la danse moderne. Il décide de fonder alors sa propre compagnie, la Russell Maliphant Company, qui s'oriente vers des créations de danse contemporaine, proches des techniques de danse moderne. Il privilégie notamment le travail sur les contacts et l'équilibre des poids entre les danseurs et donne une place importante au rôle de la lumière dans la perception du mouvement par le spectateur. Il collabore régulièrement avec le metteur en scène canadien Robert Lepage.
Il fait une réelle percée dans le milieu de la danse grâce à sa collaboration depuis 2002 avec la danseuse étoile, star internationale de la danse, Sylvie Guillem qui crée notamment ses spectacles Tow, Broken Fall, Triple Bill et Eonnagata. 

## Chorégraphies sélectives
- 2015 : Here & After, un pas de deux pour la tournée d'adieu de Sylvie Guillem.
- 2009 : Eonnagata avec Robert Lepage pour Sylvie Guillem
- 2006 : Push, Transmission, et One Part II
- 2005 : Triple Bill pour Sylvie Guillem et Transmission
- 2004 : Twelvetwentyone
- 2003 : Broken Fall pour Sylvie Guillem et George Piper
- 2003 : Choice
- 2002 : Sheer
- 2002 : Tow pour Sylvie Guillem
- 1998 : Critical Mass et Two